# Ilie Verdeț
Ilie Verdeț (Kománfalva, 1925. május 10. – Bukarest, 2001. március 20.) román kommunista politikus, 1979–1982-ben Románia miniszterelnöke. Nicolae Ceaușescu pártfőtitkár sógora volt.

## Élete
Tizenkét évesen állt munkába bányászként. 1945-ben csatlakozott a Román Kommunista Párthoz. A pártfőiskola, majd a Bukaresti Gazdaságtudományi Akadémia 1948-as elvégzését követően útja a politikába vezetett. Előbb helyi pártszervezetekben tevékenykedett (Resicabánya, Lugos, Karánsebes), majd 1955-ben a párt központi bizottságának póttagja lett. 1960-tól teljes jogú tagként vett részt a központi bizottság munkájában, egyúttal az 1960-as évek elején a párt bukaresti központi irodájának munkatársa volt, ahol sógora, a pártszervezésért és -rendezvényekért felelős Nicolae Ceaușescu helyetteseként tevékenykedett. 1961-től a Nagy Nemzetgyűlés képviselője volt. Gheorghe Gheorghiu-Dej pártfőtitkár 1965-ben bekövetkezett halálát követően támogatta sógora kinevezését a pártfőtitkári tisztségbe.
1965-ben a párt politikai végrehajtó bizottságának póttagja, 1966-ban tagja lett. Az elkövetkező években több fontos politikai tisztséget töltött be, 1966-tól 1974-ig az állandó elnökség tagjaként a miniszterelnök-helyettesi, illetve első elnökhelyettesi feladatokat is ellátta Ion Gheorghe Maurer kormányában. 1973-ban kinevezték a Gazdasági és Társadalmi Fejlesztési Főtanács élére, 1974–1975-ben a Gazdasági és Társadalmi Tevékenység Központi Ellenőrző Tanácsának elnöki tisztét látta el. 1974-től 1978-ig a központi bizottság titkári tisztét töltötte be, 1977 után a politikai végrehajtó bizottság állandó irodájának tagja volt. 1977-ben a pártfőtitkár Ceaușescu személyes megbízottjaként jelent meg a Zsil-völgyi bányásztüntetésen, de tárgyalási kezdeményezései kudarcba fulladtak, sőt, két napra a bányászok fogságába került. 1978–1979-ben Manea Mănescu miniszterelnök – egyben sógora – első helyettese, egyidejűleg az Állami Tervbizottság elnöke volt. 1979 márciusától 1982 májusáig, Mănescut váltva a poszton, Románia miniszterelnöke volt.
Az 1989. decemberi forradalom idején, a Ceaușescu házaspár letartóztatását követően Verdeț az ideiglenes kormányzat vezetőjének tette meg magát. Ekképpen deklarált hatalma mintegy húsz percig tartott, amikor a Nemzeti Megmentési Front Tanácsának vezetője, Ion Iliescu félreállította az útból. Verdeț 1990-ben Szocialista Munkáspárt néven megalapította a kommunista utódpártként számontartott politikai szervezetet, amelynek tevékenységét 2000-ig irányította. Az 1992-es törvényhozási választásokon – a bejutási küszöböt éppen csak átlépve – pártjával bejutott a román parlamentbe, de a következő, 1996. évi választásokon már kiszorultak a nemzetgyűlésből.
Felesége 1947 után Nicolae Ceaușescu pártfőtitkár leánytestvére, Reghina volt. Frigyükből két leánygyermek, Doina (1948) és Cezarina (1953) született.

## Fordítás
Ez a szócikk részben vagy egészben  az   Ilie Verdeț című angol Wikipédia-szócikk ezen változatának fordításán alapul.  Az eredeti cikk szerkesztőit annak laptörténete sorolja fel. Ez a jelzés csupán a megfogalmazás eredetét és a szerzői jogokat jelzi, nem szolgál a cikkben szereplő információk forrásmegjelöléseként.